# Toro Rosso STR9
De Toro Rosso STR9 is een Formule 1-auto, die in 2014 werd gebruikt door het Formule 1-team van Toro Rosso.

## Onthulling
De STR9 werd op 27 januari 2014 onthuld op het Circuito Permanente de Jerez. De auto werd dat seizoen bestuurd door Jean-Éric Vergne en rookie Daniil Kvjat, die de naar Red Bull Racing vertrokken Daniel Ricciardo opvolgde.
Red Bull RB10 ·
Mercedes F1 W05 ·
Ferrari F14 T ·
Lotus E22 ·
McLaren MP4-29 ·
Force India VJM07 ·
Sauber C33 ·
Toro Rosso STR9 ·
Williams FW36 ·
Marussia MR03 ·
Caterham CT05